# Sasso Nero
Il Sasso Nero (Schwarzenstein in tedesco) è una montagna al confine tra Italia e Austria.

## Ascesa
La base per la salita alla vetta è il Rifugio al Sasso Nero (m 3026), raggiungibile con un sentiero da San Giovanni in Valle Aurina.